# Fairey Firefly
O Fairey Firefly (inglês para "vaga-lume") foi um avião de combate e anti-submarino da era da Segunda Guerra Mundial que era operada principalmente pelo Fleet Air Arm da Marinha Real Britânica. Foi desenvolvido e construído pelo fabricante britânico de aeronaves Fairey Aviation Company.

## Operadores
- Austrália: Marinha Real Australiana e Força Aérea Real Australiana
- Canadá: Marinha Real Canadense
- Reino Unido: Marinha Real Britânica - Fleet Air Arm